# 2016 في سويسرا
فيما يلي قوائم الأحداث التي وقعت خلال عام 2016 في سويسرا.

## أحداث
- 19 ديسمبر – هجوم زيورخ 2016

## سياسة

### تعيين في المنصب
- 1 يناير – غي بارميلين عضو المجلس الفيدرالي السويسري.
- 1 يناير – والتر ثورنهر المستشار الاتحادي لسويسرا.
- 1 يناير – يوهان شنايدر-آمان رئيس الاتحاد السويسري.

### انتهاء فترة المنصب
- 31 ديسمبر – يوهان شنايدر-آمان رئيس الاتحاد السويسري.

## رياضة
- 28 فبراير – غران بريمو دي لوغانو 2016 الفائزون سوني كولبريلي، دييغو يليسي، روبرتو فيراري.

## أفلام
من الأفلام التي صدرت هذه السنة في سويسرا:
- 1 يناير – الأوديسة العراقية من إخراج سمير (كاتب).

## وفيات

### ديسمبر
- 29 ديسمبر – فرديناند كوبلر (مواليد 1919) درّاج طريق سويسري.[1]